# Ларионов, Вячеслав Серафимович
Вячесла́в Серафи́мович Ларио́нов (род. 26 июля 1990, Дзержинск, Горьковская область) — российский парафутболист, полузащитник паралимпийской сборной России. Чемпион Паралимпийских игр 2012 по футболу 7×7, чемпион мира, заслуженный мастер спорта России.

## Награды
- Орден Дружбы (10 сентября 2012) — за большой вклад в развитие физической культуры и спорта, высокие спортивные достижения на XIV Паралимпийских летних играх 2012 года в городе Лондоне (Великобритания)[1].
- Заслуженный мастер спорта России (2012).